# Jeff Davis County (Georgia)
Jeff Davis County is een county in de Amerikaanse staat Georgia.
De county heeft een landoppervlakte van 863 km² en telt 12.684 inwoners (volkstelling 2000). De hoofdplaats is Hazlehurst.